# 동위

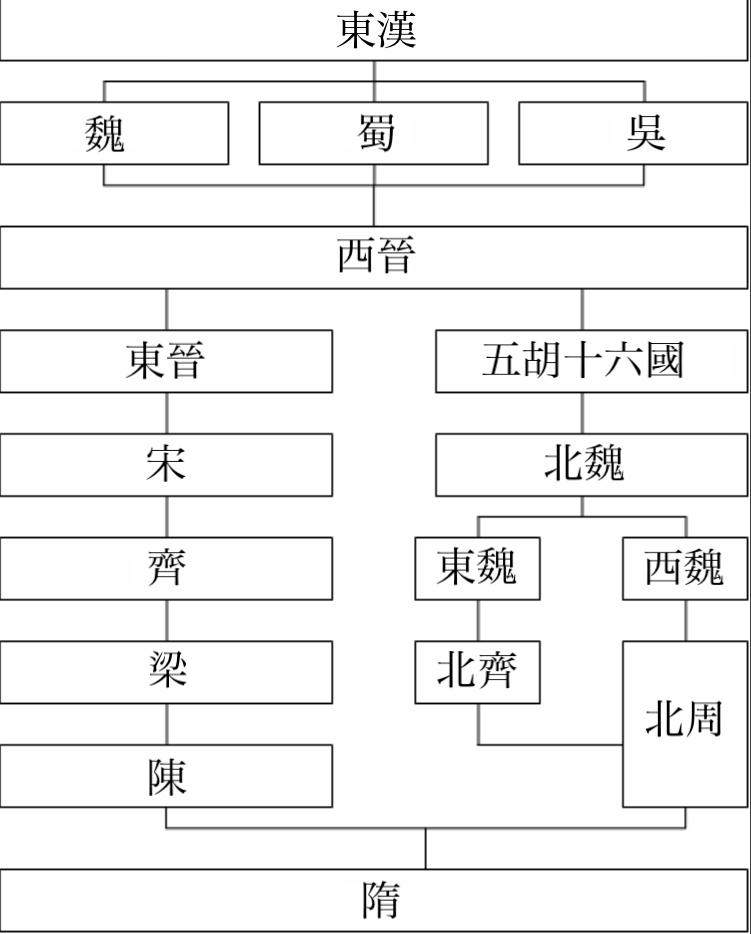
위진 남북조 왕조들의 계통도

동위(東魏, 534년 ~ 550년)는 중국 남북조 시대 북위가 분열하여 건국된 나라이다. 그 영토는 낙양 일대부터 동쪽에 걸쳐 있었다. 국호는 위(魏)이지만, 같은 북위에서 분열한 서위와 구분하기 위해 동위란 호칭을 사용한다.

## 역사
534년에 승상 고환을 제거하는 음모를 꾸미다가 실패한 효무제는 낙양에서 관중의 장안으로 도망쳐 우문태에게 보호를 받았다. 고환은 곧이어 업에서 효정제를 옹립하였다. 이로써 동위가 건국되었다. 한편 우문태와 효무제는 서로 사이가 나빠져 우문태가 효무제를 독살하고 문제를 옹립하니 이로써 서위가 건국되었다.
동위는 고환의 전횡이 계속되면서 효정제는 고환의 꼭두각시에 불과했다. 국력은 서위에 비해 우세했지만 여러 차례 군사적 패배를 겪었다. 547년에 고환이 죽자 장남 고징이 승상의 지위를 물려받았다.
이윽고 후경이 남조 양나라에 항복해 동위를 배신하자 모용소종에게 후경을 공격하게 하고, 동위에 남아있던 후경의 처자식을 모두 죽였다. 또한 양나라와 수호관계를 맺고, 후경을 고립상태로 몰아넣었다.
549년 고징은 제왕에 봉해졌다. 고징은 포악한 행동을 자주 해서 난경(蘭京)에게 살해되었다. 고환의 둘째 아들인 고양이 상국과 제왕의 직위를 물려받았고, 550년에 효정제로부터 선양을 받고 북제를 건국하면서 동위는 멸망했다.

## 역대 황제
| 대수  | 시호                                 | 성명           | 연호                                                                                                | 재위기간      |
| ----- | ------------------------------------ | -------------- | --------------------------------------------------------------------------------------------------- | ------------- |
| 제1대 | 효정황제 (孝靜皇帝) (중산왕<中山王>) | 원선견(元善見) | 천평(天平) 534년 ~ 537년 원상(元象) 538년 ~ 539년 흥화(興和) 539년 ~ 542년 무정(武定) 543년 ~ 550년 | 534년 ~ 550년 |